# Campeonato Maranhense de Futebol de 1991
O Campeonato Maranhense de Futebol de 1991 foi a 70º edição da divisão principal do campeonato estadual do Maranhão. O campeão foi o Sampaio Corrêa que conquistou seu 23º título na história da competição. O artilheiro do campeonato foi Izone, jogador do Moto Club, com 16 gols marcados.

## Premiação
| Campeonato Maranhense de 1991       |
| São Luís                            |
| ----------------------------------- |
| Sampaio Corrêa Campeão (23º título) |